# John Rigby & Company
John Rigby & Company — одна из старейших компаний по производству огнестрельного оружия для гражданского рынка, основана Джоном Ригби в 1775 году в Дублине.
С самого начала своего существования была ориентирована на создание высококачественного оружия, пятикратно получала почётный патент поставщика королевского двора. После смерти Джона Ригби в 1818 году компания была переименована в «W&J Rigby, Gun and Pistol Manufacturers». В 1859 году компания получила название, остающееся неизменным и поныне — «John Rigby & Co. (Gunmakers)». В настоящее время штаб-квартира компании размещается в Лондоне.
В 2010 году группа американских бизнесменов выкупила все активы «John Rigby & Company» в США, прекратив таким образом производственную деятельность компании «Ригби» в Калифорнии. Компания вернулась в Лондон, и в 2013 году была куплена компанией Mauser/Blaser.

## Боеприпасы разработанные компанией «Rigby»
- .275 Rigby в 1899.
- .350 Rigby в 1899.
- .470 Rigby в 1907.
- .350 Rigby Nitro Express в 1908
- .416 Rigby в 1912.
- .450 Rigby в 1995.